# Agrothereutes fumipennis
Agrothereutes fumipennis là một loài tò vò trong họ Ichneumonidae.